# Parafia Zwiastowania w Barcelonie
Parafia Zwiastowania – parafia Rosyjskiego Kościoła Prawosławnego w Barcelonie, w eparchii hiszpańsko-portugalskiej. Skupia głównie wiernych narodowości rosyjskiej.
Do 2011 świątynią parafii była kaplica domowa pod wezwaniem Zwiastowania. W wymienionym roku, dzięki porozumieniu biskupa chersoneskiego Nestora z rzymskokatolickim arcybiskupem Barcelony kardynałem Lluísem Martínezem Sistachem otrzymała na swoje potrzeby budynek dawnego kościoła katolickiego.
Duchowni z tej parafii obsługiwali również powołaną w 2011 r. parafię Cyryka i Julity w Lloret de Mar.